# Clavivox
Das Clavivox ist ein Keyboard-Synthesizer mit Sequenzer, welcher von dem amerikanischen Komponisten und Erfinder Raymond Scott ab 1950 entwickelt wurde. Es gehört in die Gruppe der Elektrophone. Am 3. Februar 1959 wurde ihm dafür ein US-Patent mit der Nummer 2871745 erteilt.
Scott hatte zuvor nebst anderen Musikinstrumenten schon ein Theremin als Spielzeug für seine Tochter Carrie gebaut. In seinem ersten Clavivox-Prototypen verwendete er ein ähnliches Theremin-Modul, welches von dem jungen Robert Moog gebaut worden war und das er sich geliehen hatte. Das Gerät arbeitete mit einer Röhrentonerzeugung erlaubte ein Portamento über einen Bereich von 3-Oktaven. Scotts Clavivox verfügte bereits über modifizierbare Amplitudenhüllkurven, Vibrato und einen Ringmodular sowie weitere Effekte wie sie in späteren Synthesizern populär werden sollten.

Raymond Scott bought a theremin from me in the early 1950s. A couple of months later, he invited us to see his prototype of a keyboard.instrument.
This was NOT a theremin anymore – Raymond quickly realized there were more elegant ways of controlling an electronic.circuit.

„Raymond Scott kaufte Anfang der 1950er Jahre ein Theremin von mir. Ein paar Monate später lud er uns ein, seinen Prototyp eines keyboard.instruments zu sehen.
Dies war KEIN Theremin mehr – Raymond erkannte schnell, dass es elegantere Möglichkeiten gab, einen electronic.circuit zu steuern.“

Das 1952 vorgestellte Clavivox hatte eine Klaviatur mit 37 Tasten. Spätere Clavivox-Modelle nutzten Licht, das durch einen fotografischen Film auf Fotozellen gelangte, welche ihrerseits als Spannungsquelle zur Steuerung der Tonhöhe und Klangfarbe fungierten – eine Methode, wie sie auch bereits vom ANS-Synthesizer bekannt war.
„Viele der klangerzeugenden Schaltungen des Clavivox ähnelten sehr stark dem ersten analogen Synthesizer, den meine Firma Mitte der 60er Jahre herstellte“, erklärte Moog Jahre später. „Einige der Klänge sind nicht die gleichen, aber sie sind nah beieinander.“
Teile des Clavivox flossen in das Electronium ein.